# Крутицы (Гаврилово-Посадский район)
Крутицы — село в Гаврилово-Посадском районе Ивановской области России, входит в состав Петровского городского поселения.

## География
Село расположено на берегу реки Нерль в 7 км на юго-восток от центра поселения посёлка Петровский и в 19 км на северо-восток от райцентра города Гаврилов Посад.

## История
Исторические сведения о селе не восходят далее второй половины XVIII столетия. Постройка каменной церкви с колокольней в селе была начата помещицей Клишевой, а окончена помещиком Бекетовым в 1792 году. Престолов в церкви было два: в настоящей холодной — в честь Святого пророка Илии, в теплом приделе — во имя Святителя и Чудотворца Николая. В 1893 году приход состоял из села и деревни Ганшиной. Всех дворов в приходе 52, мужчин — 158, женщин — 169. В годы Советской Власти церковь была полностью разрушена.
В конце XIX — начале XX века село входило в состав Бородинской волости Суздальского уезда Владимирской губернии.
С 1929 года село входило в состав Петрово-Городищенского сельсовета Гаврилово-Посадского района, с 1979 года — в составе Липово-Рощинского сельсовета, с 2005 года — в составе Петровского городского поселения.

## Население
| 1859 | 1905 | 2010 | 2013 |
| ---- | ---- | ---- | ---- |
| 158  | ↗206 | ↘15  | ↘12  |